# اگون ترزتا
اگون ترزتا (انگلیسی: Egon Terzetta؛ ۲ ژوئیه ۱۸۹۹ – ۱۶ اوت ۱۹۶۴) بازیکن فوتبال اهل بلغارستان بود.